# ويليام هاميلتون (رسام)
ويليام هاميلتون (بالإنجليزية: William Hamilton)‏ (و. 1751 – 1801 م) هو رسام من المملكة المتحدة لبريطانيا العظمى وأيرلندا، ومملكة بريطانيا العظمى، ولد في تشيلسي، لندن، كان عضوًا في الأكاديمية الملكية للفنون، توفي في لندن، عن عمر يناهز 50 عاماً.